# Pont de l'Estat
El Pont de l'Estat és un pont per a transeünts i vehicles que travessa l'Ebre a la ciutat de Tortosa (Baix Ebre). Construït a les darreries del segle xix fou volat durant la Guerra Civil i reconstruït en acabar-se. Avui dia constitueix un element arquitectònic emblemàtic de la ciutat.

## Descripció
L'estructura és de bigues de ferro sostinguda per dues grans pilastres de secció oval construïdes amb formigó i carreus de pedra. La seva llargària aproximada és de 335 metres, i l'amplada d'uns 10 metres. Es troba a un nivell superior al de les dues ribes del riu, per la qual cosa s'hi accedeix mitjançant una rampa a cada banda, sostinguda per sengles arcades de mig punt per sota de les quals es pot circular. L'estructura de ferro es compon de grans bigues longitudinals sostingudes sobre pilastres, a la vegada que mantenen tota la sèrie de biguetes transversals sobre les quals es col·locà el pas. Aquest consta de via central a nivell i tres grans arcs també de ferro i rebaixats que recorren el pont longitudinalment.

## Història

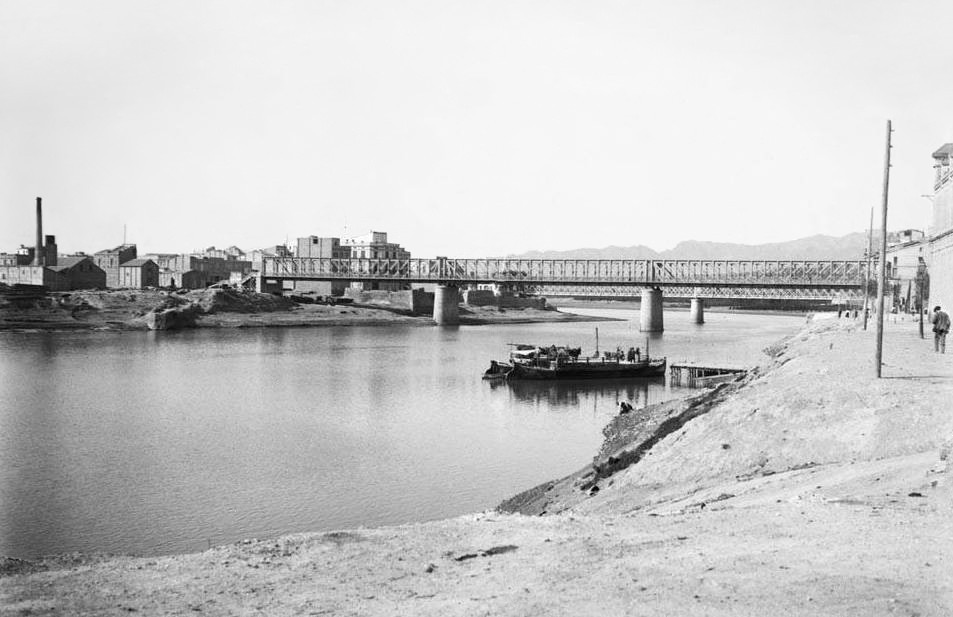
L'antic pont (30 d'agost de 1905)

La denominació «Pont de l'Estat» venia per oposició al Pont de la Cinta, construït pocs anys abans per iniciativa privada, que era de peatge. Aquest ocupava el lloc on ara hi ha el monument a la batalla de l'Ebre. De fet, el monument s'aixeca sobre les restes d'una de les pilastres del pont. El director de les obres del pont de la Cinta fou Josep M. Cornet i es va inaugurar el 8 de juny de 1895; el seu cost fou de 371.720,61 pessetes. L'arrendament a mans privades durà algun temps.
L'actual pont es va construir el 1939 substituint l'anterior, volat el 1938 pels republicans, uns mesos abans de la batalla de l'Ebre. Es va inaugurar el 4 d'abril de 1941. La construcció del pont anterior, dit «de l'Estat», s'havia iniciat l'any 1893. Havia estat adjudicat en subhasta a La Maquinista Terrestre i Marítima, i foren els enginyers Mosso, Corvet i Junoy els que en van fer el replantejament definitiu. En la seva època tingué molta importància perquè fou el primer pont metàl·lic soldat de l'Estat. El 1900 s'hi van col·locar unes escales de fusta perquè hi poguessin accedir els vianants. El 1910 es va decidir enderrocar els edificis que seguien la línia del riu a l'altura de la plaça de la Constitució per poder construir una rampa que permetés l'accés als vehicles. La seva estructura era semblant a la de l'actual pont del ferrocarril.
El març de 2015 l'Ajuntament va presentar el nou pla de rehabilitació del pont, que preveia pintar-lo de blanc, ampliar-lo per encabir-hi carrils bici i la possibilitat d'il·luminar-lo de nit amb llums de colors. L'actuació va superar el milió d'euros i va finalitzar a principis de novembre de 2017.